# منتخب بلغاريا لهوكي الجليد للناشئين
منتخب بلغاريا لهوكي الجليد للناشئين هو ممثل بلغاريا الرسمي في المنافسات الدولية في هوكي الجليد للناشئين
.